# Hendrik III van Hachberg
Hendrik III van Hachberg (overleden in 1330) was van 1290 tot 1330 markgraaf van Baden-Hachberg en heer van Kenzingen. Hij behoorde tot het huis Baden.

## Levensloop
Hendrik III was de oudste zoon van markgraaf Hendrik II van Baden-Hachberg en Anna van Üsenberg.
Na het aftreden van zijn vader in 1290 werd Hendrik III samen met zijn jongere broer Rudolf I markgraaf van Baden-Hachberg. In deze functie bevestigden beide broers in 1297 de schenking van Heitersheim aan de Orde van Sint-Jan die hun vader had uitgevoerd.
In 1306 beslisten de broers om hun regeringsgebied onderling te verdelen. Hendrik III kreeg het markgraafschap Hachberg en gebieden in de Neder-Breisgau, terwijl Rudolf I het landgraafschap Sausenberg en gebieden in de Opper-Breisgau kreeg. In 1330 overleed Hendrik III.

## Huwelijk en nakomelingen
Hendrik huwde met Agnes van Hohenberg (overleden in 1310). Ze kregen volgende kinderen:
- Hendrik IV (overleden in 1369), markgraaf van Baden-Hachberg
- Rudolf (overleden in 1343), commandeur van de Orde van Sint-Jan
- Herman (overleden in 1356), ordemeester van de Orde van Sint-Jan